# الدودحية
 الدودحية  هي أغنية شعبية يمنية قديمة.

## موضوعها
تدور حول قصة حدثت في بدايات القرن التاسع عشر  ومصادر أخرى تشير إلى ثلاثينيات القرن العشرين  بين شاب وفتاة في مدينة خبان نشأت بينهما علاقة حميمية مرفوضة في المجتمع اليمني. 
حبلت الفتاة وانتشر خبرها في القرية حتى وصل الخبر للقاضي الذي كان مترددا إزاء تنفيذ الحكم الشرعي بحقها كونهما من طبقة مرموقة وعائلات معروفة. إلا أنه نفذ الحكم بالجلد وبالتعزير عليهما وأمر أن يطوف بهما في القرى والوديان، مما جعلها مادة خصبة للطبقة الفقيرة للتندر والتشفي وصيغت لها كلمات وتغنى بها الناس وانتشرت انتشار النار بين الهشيم  فارتطبت «الفضيحة» بالفتاة أكثر من الشاب.

## أغاني مستلهمة
وألفت الكثير من الأغاني بشأن القصة وكلها تبدأ بعبارة:«يابنت الدودحي» أو «يالدودحية». 
غنى الأغنية عدد من المغنيين داخل اليمن وخارجها 

## كلمات الأغنية
و  يا دودحية ويا غُصن القنا
قد دردحوا بش على وادي بنا 
أمان يا نازل الوادي أمان 
يا دودحية جَبَالش خَزِّني
القات مِعْلي ومحبوبش غني 
دُنِّي من الكوز سُكَرْ واركني
أمــان يانازل الوادي أمـــان 
بالله اشهدوا لي على ابن الدودحي 
لا زوَّج اخته ولا هي تستحي 
أمــان يا نازل الــوادي أمان 
يا دودحية توصي لا عدن
يدوا لبوش عطر ويدوا لش كفن 
أمان يا نازل الوادي أمان 
يا دودحية ويا قُمري خُبان
خبيرتش بنت عامل كوكبان
أمان يا نازل الوادي أمان 
يا دودحية لقينالش خبير
هي بنت غمضان من البز الكبير 
وبنت ابونيب في دمنة خدير
أمـــان يا نـــازل الــوادي أمـان
بنت الصباري وبنت الدودحي

قد زوجين العزب والملتحي أمـــان يا نـــازل الــوادي أمـان 
و الدودحية توصي لعدن
يدوا لش العطر والباقي كفن
أمان يانازل الوادي أمان
ولا عد قرش لا عاد ظني
و الولد يرجف تحت الكروش
أمان يانازل الوادي أمان
يا دودحية وقومي إتعطري
قد صاحبش سار صنعاء يشتري
أمان يانازل الوادي أمان
و الدودحية من أغوى عقلها
تقوم من الصبح تصيح من بطنها
أمان يانازل الوادي أمان
يادودحية أبوش كان مستريح
و اليوم أمش تعزي وأبوش يصيح
أمان يانازل الوادي أمان
و الدودحية تكبر بطنها
ولا استحت من أبيها وأمها

أمان يانازل الوادي أمان 

## الدودحية
ومن وحي مأساة (الدودحية) في وادي بنا صاغ الشاعر مطهر الإرياني كلمات أغنية (خطر غصن القنا) التي أداها الراحل علي بن علي الآنسي وراح متحدثاً فيها على لسان الشاب العاشق الذي يردد مطمئناً كل فتاة تنزل باتجاه سائلة الوادي لجلب الماء عبارة (أمان وا نازل الوادي أمان).. يقول الإرياني محاكياً القصة:
خطر غصن القنا.. وارد على الماء نزل وادي بنا
ومر جنبي وباجفانه رنا.. نحوي وصوَّب سهامه واعتنى
وصاد قلبي أنا يا بوي انا.. أمان وا نازل الوادي أمان
يا دودحية أسف شتودَّعك..
مغصوب والحس والمهجة معك
بدمعته عاش طرفي يزرعك..
والقلب من كل نهدة جمَّعك
يا دودحية على صدر السنين..
نثرت لك زهر أيامي حنين
واحرقت شبَّة بعمر الياسمين..
على لظى جمر شوقي والأنين
ما صار يا دودحية لي ولك..
لا تسأليني ولا عاد شسألك
حكم القدر عن طريقي حوَّلك..
وسلَّمك نذل ما يستاهلك
يا دودحية يقولوا الناس عيد..
وكلهم شلبسوا باكر جديد
وانا مع حسرتي عايش وحيد..
وانتي تنوحي وجهالك بعيد
يا دودحية كفى ما راح راح..
بسِّك مدامع ويكفيني جراح
خيرة سنيني سدى سارت نواح..
حنيت وابكيت أنكاب الضياح
يا دودحية أنا المحروم انا..
ربَّاني الشوق في حضن العنا
لا تحسبي لحني الباكي غُنَا..
نحتُ وخلَّيت للغير الهنا
يا دودحية خلاص فات الأوان..
على هوى عمرنا دار الزمان
إتذكَّري أمس كيف كنَّا وكان..
حلَّه شنبكي على ذاك الحنان